# Samuel von Schmettau

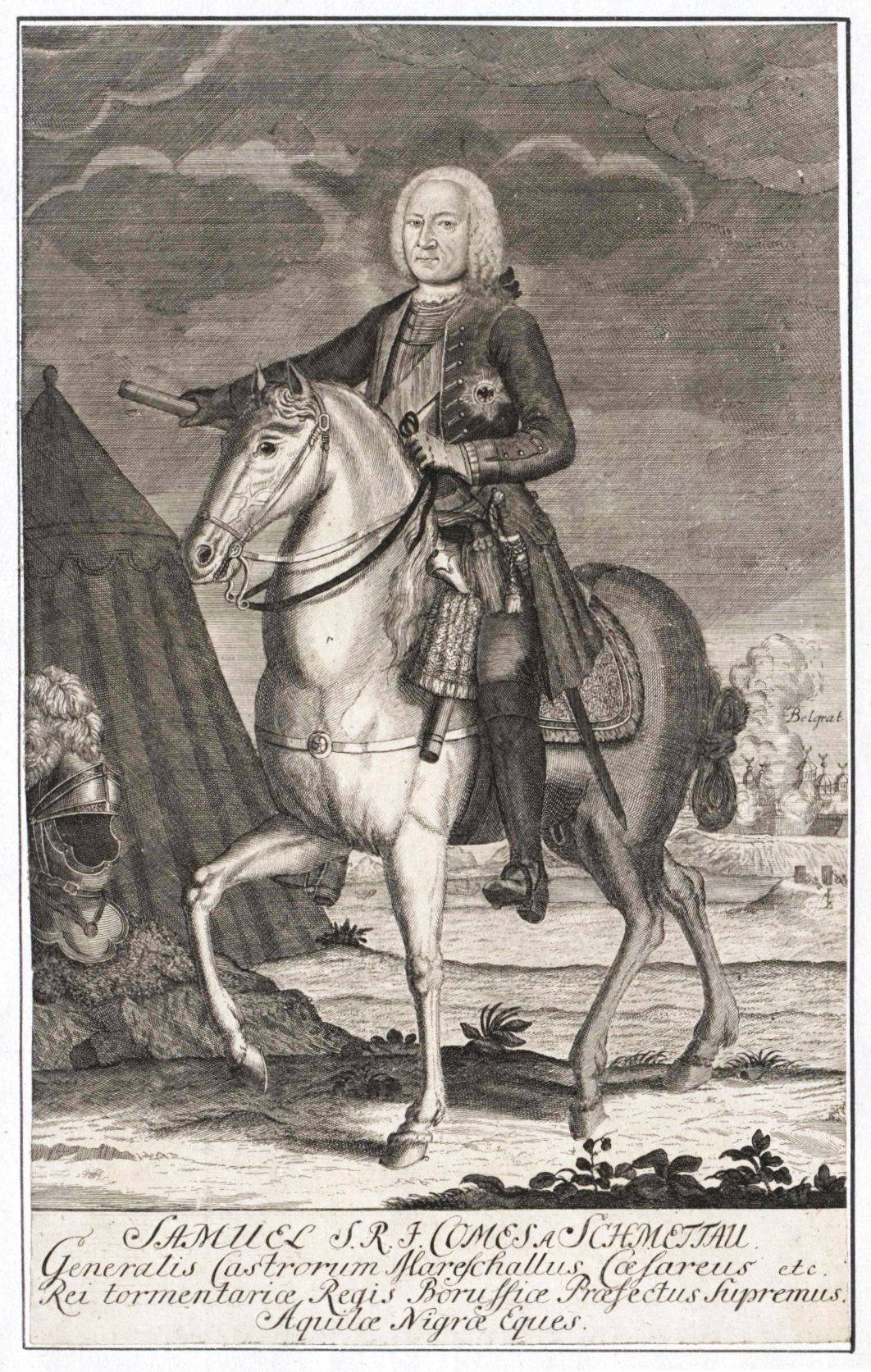
Samuel Graf von Schmettau

Samuel Graf von Schmettau (24 de marzo de 1684 - 18 de agosto de 1751) fue un mariscal de campo, artillero y cartógrafo prusiano.

## Biografía

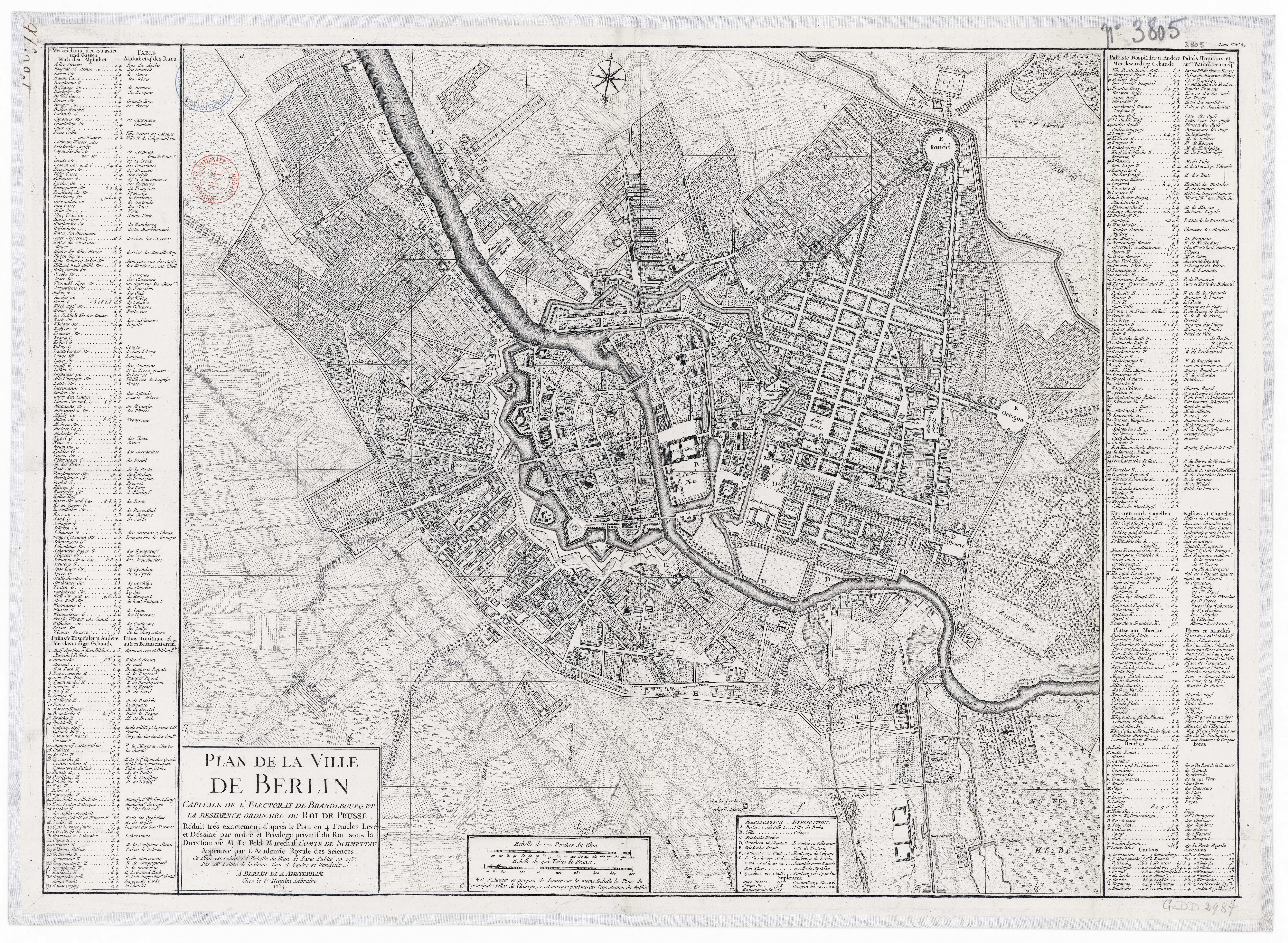
Mapa de Berlín de Schmettau (1748).

Von Schmettau nació en Berlín. Su madre, Marie de la Fontaine, pertenecía a una familia hugonote. Su padre murió en 1707, como secretario real prusiano del embajador en Londres. En 1699, se unió al ejército, y sirvió bajo numerosas banderas durante su carrera. Empezó como coracero danés, bajo el mando de su tío Guillermo. En 1703, se unió a los Dragones del Margrave de Ansbach, como teniente, donde su tío, Gottlieb Schmettau, era el jefe. Schmettau experimentó su bautismo de fuego en la batalla de Blenheim. Un poco después se convirtió en capitán y comandante de una compañía, y fue promovido a Mayor en 1707, y teniente coronel en 1708. Fue Adjunto General del Príncipe de Hesse, en la batalla de Malplaquet.
En 1714, Schmettau fue con su regimiento al Electorado de Sajonia. El 22 de octubre de 1716, fue promovido a coronel en la artillería. Ingresó en el servicio de los Habsburgo el 7 de abril de 1717. Ahí Schmettau tomó parte en la conquista de Belgrado. El 22 de marzo de 1719, era General de Campo, y fue a Sicilia como Intendente General. Sus logros como artillero y constructor de fortalezas impresionaron al emperador y al Príncipe Eugenio de Saboya. En 1720, durante la Guerra de la Cuádruple Alianza, lideró la Captura de Mesina (1719), y en 1732 con Córcega, lideró la campaña contra Cerdeña y Francia.
El 27 de octubre de 1733, fue promovido a Teniente Mariscal de Campo. Comandó el Regimiento de Infantería O'Gilvy (N.º 46); con su regimiento, tomó parte en la Guerra de Sucesión Polaca. En los años 1737-1739, durante la Guerra ruso-austro-turca, fue gobernador de Timișoara. El 18 de enero de 1742, Schmettau recibió la Orden del Águila Negra. Abandonó el servicio en 1742.

## Diplomacia
En los años siguientes, representó a Prusia ante el emperador Carlos VII. Como embajador en París, preparó la segunda guerra de Silesia. Schmettau fue un conservador de la Academia de Ciencias. Continuó su educación como cartógrafo, y creó el primer mapa de Berlín en 1748, y en 1751 de Frisia Oriental. En sus "Memorias Secretas", describió sus experiencias.

## Familia
Se casó con Marie Charlotte von Boyen (m. 1739); tuvieron dos hijos.
Se casó con Marie Johanna von Ruffer, con quien tuvo tres hijos:
- Friedrich Wilhelm Carl von Schmettau (1743-1806), Teniente General e importante cartógrafo,
- Adelheid Amalie Gallitzin (1748-1806), madre de Demetrius Augustine Gallitzin.